# Limalonges
Limalonges – miejscowość i gmina we Francji, w regionie Nowa Akwitania, w departamencie Deux-Sèvres.
Według danych na rok 1990 gminę zamieszkiwało 830 osób, a gęstość zaludnienia wynosiła 34 osób/km² (wśród 1467 gmin regionu Poitou-Charentes Limalonges plasuje się na 369. miejscu pod względem liczby ludności, natomiast pod względem powierzchni na miejscu 271.).